# Mariano Vidal Molina
Mariano Vidal Molina (Buenos Aires, Argentina; 23 de octubre de 1925 - Madrid, España; 20 de febrero de 1996) fue un actor argentino que hizo  su carrera tanto en su país natal como en Estados Unidos.

## Carrera
Vidal Molina fue un destacado primer actor de carácter y galán argentino, que hizo más de 10 films en su país, y el resto de su trayectoria lo completó en Hollywood.
Hizo varias radionovelas y fotonovelas que aparecían en las revistas Nocturno ,Anahí y otras.

## Trayectoria
- 1951: Cartas de amor
- 1953: El vampiro negro
- 1953: El pecado más lindo del mundo
- 1954: Mujeres casadas
- 1954: La calle del pecado
- 1955: El juramento de Lagardere
- 1955: La noche de Venus
- 1957: Las campanas de Teresa
- 1958: Un centavo de mujer
- 1958: La venenosa
- 1958: Amor prohibido (filmada en 1955)
- 1961: El romance de un gaucho
- 1962: Operación "G"
- 1964: El hombre de la diligencia
- 1964: Fuerte perdido
- 1964: Los cien caballeros
- 1965: Aventura en el oeste
- 1965: Crimen de doble filo
- 1966: El padre Manolo
- 1966: El tigre de los siete mares
- 1966: Los cinco de la venganza
- 1966: Tormenta sobre el Pacífico
- 1967: Misión en Ginebra
- 1967: Gentleman Jo
- 1967: El halcón de Castilla
- 1967: Cervantes
- 1968: El secreto del capitán O'Hara
- 1968: Comanche blanco
- 1969: Dos mil dólares por Coyote
- 1969: Carola de día, Carola de noche
- 1969: Las joyas del diablo
- 1970: Un dólar y una tumba
- 1970: Robin Hood, el arquero invencible
- 1970: Manos torpes
- 1970: La muerte busca un hombre
- 1970: Ivanna
- 1970: Reverendo Colt
- 1971: Escalofrío diabólico
- 1971: El Zorro de Monterrey
- 1971: Un colt por cuatro cirios
- 1972: Los charlots van a España
- 1973: El retorno de Walpurgis
- 1973: La isla misteriosa
- 1973: La corrupción de Chris Miller
- 1973: Sexy Cat
- 1973: Ella
- 1974: Una libélula para cada muerto
- 1974: El mariscal del infierno
- 1974: Una chica y un señor
- 1974: Los poseídos de Satán[1]
- 1975: Las protegidas
- 1975: Bienvenido, Mister Krif
- 1976: Masacre en Condor Pass
- 1979: Una sombra en la oscuridad
- 1980: Los cántabros
- 1981: La casada divertida
- 1981: Matad al buitre
- 1983: Tunka el guerrero
- 1984: Guerra sucia
- 1984: Historia de O, II parte
- 1987: El aullido del diablo
- 1990: Hot Blood
- 1991: Solo o en compañía de otros

## Televisión
En EE.UU hizo también varias series televisivas como:
- L'île mystérieuse, de 1973.
- Los libros, de 1974.
- Curro Jiménez, durante 1977 y 1978.
- Brigada central.
- El gran secreto, en 1989.
- La huella del crimen 2, en 1991.
- Historias del otro lado, en 1991.[2]

En Argentina trabajó en algunas telenovelas, formando una dupla con la actriz María Vaner, como fue Resurrección, en la que estaban además Gilda Lousek y Fabio Zerpa. También hizo Joyas del teatro breve, en 1954, y en la adaptación de Rebeca...una mujer inolvidable, en Teatro del Aire.

## Radio
Trabajó  en Radio Belgrano bajo la dirección de la maestra de actores, Heddy Crilla, en el programa Las aventuras de Andresito.

## Teatro
En teatro hizo la obra de 1959, El huerto soñado, con la Compañía de Francisco Petrone, junto con Perla Santalla, Carlos Borsani, Luis Corradi, Bárbara Mujica y María Cristina Laurenz.
Desde 1959 hasta 1960 continua con la Compañía de Petrone, con quien estrena la obra Un guapo del 900, junto con Virginia Romay, Perla Santalla, Luis Corradi, Arturo Bamio, Antonio Capuano, Claudio Rodríguez Leiva, Claudio Martino, Juan Carlos Tiberio, Julio Gini, Alberto de Salvio, Utimio Bertozzi, Ovidio Fuentes, Armando Equiza, Claudia Lapacó y el Trío Los Porteños.
En 1961 actuó en Un enemigo del pueblo, con F. Petrone, Adolfo Linvel, Celia Juárez, Débora Kors, Juan Carlos Tiberio, Francisco Martino, Emilio Losada, Humberto de la Rosa, Renzo Zecca, Carlos López Monet y Norma López Monet. En ese año también hace El error de estar vivo, con Petrone, Elda Dessel y Marta Barrios.